# Свиной мочевой пузырь
Свиной мочевой пузырь — мочевой пузырь домашней свиньи. Сегодня он имеет различные применения в медицине, кулинарии и традиционных обрядах. Исторически сложилось, что у свиного мочевого пузыря было несколько дополнительных применений благодаря малому весу и хорошему растяжению: его можно надуть, заполнить и связать.

## Применение в обрядах

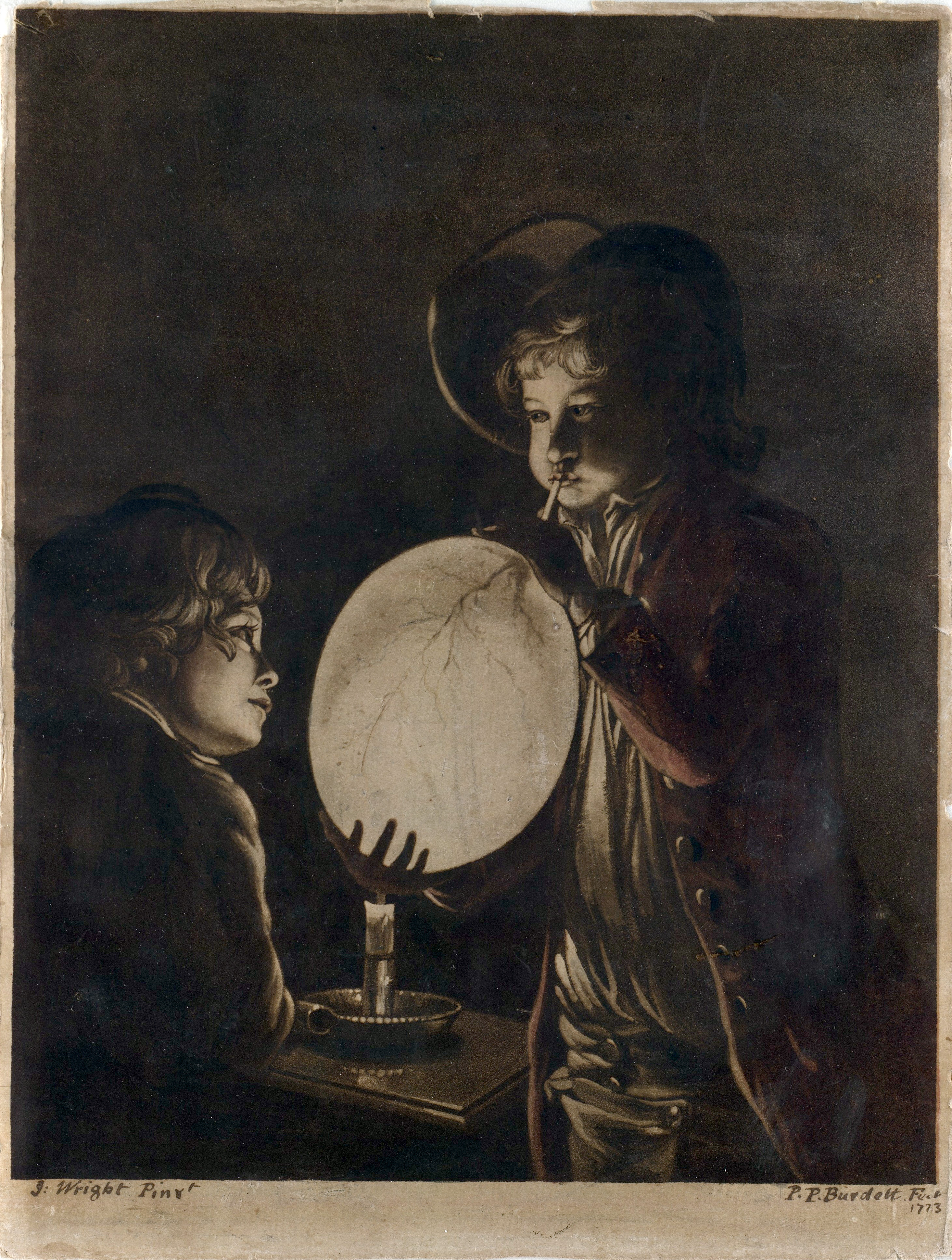
Дети надувают мочевой пузырь свиньи

В Европе мочевой пузырь использовался в некоторых обрядах. Традиционно во время фестиваля в Бад-Аусзе (Австрия) размахивают надутыми мочевыми пузырями на палочках[зачем?]. В Хинсо-де-Лимия (Испания) и на карнавале Gigantes y cabezudos тоже используют его на фестивалях.
В Германии во время праздника забоя свиньи — шлахтфеста надутый свиной мочевой пузырь вывешивают возле здания.

## Применение

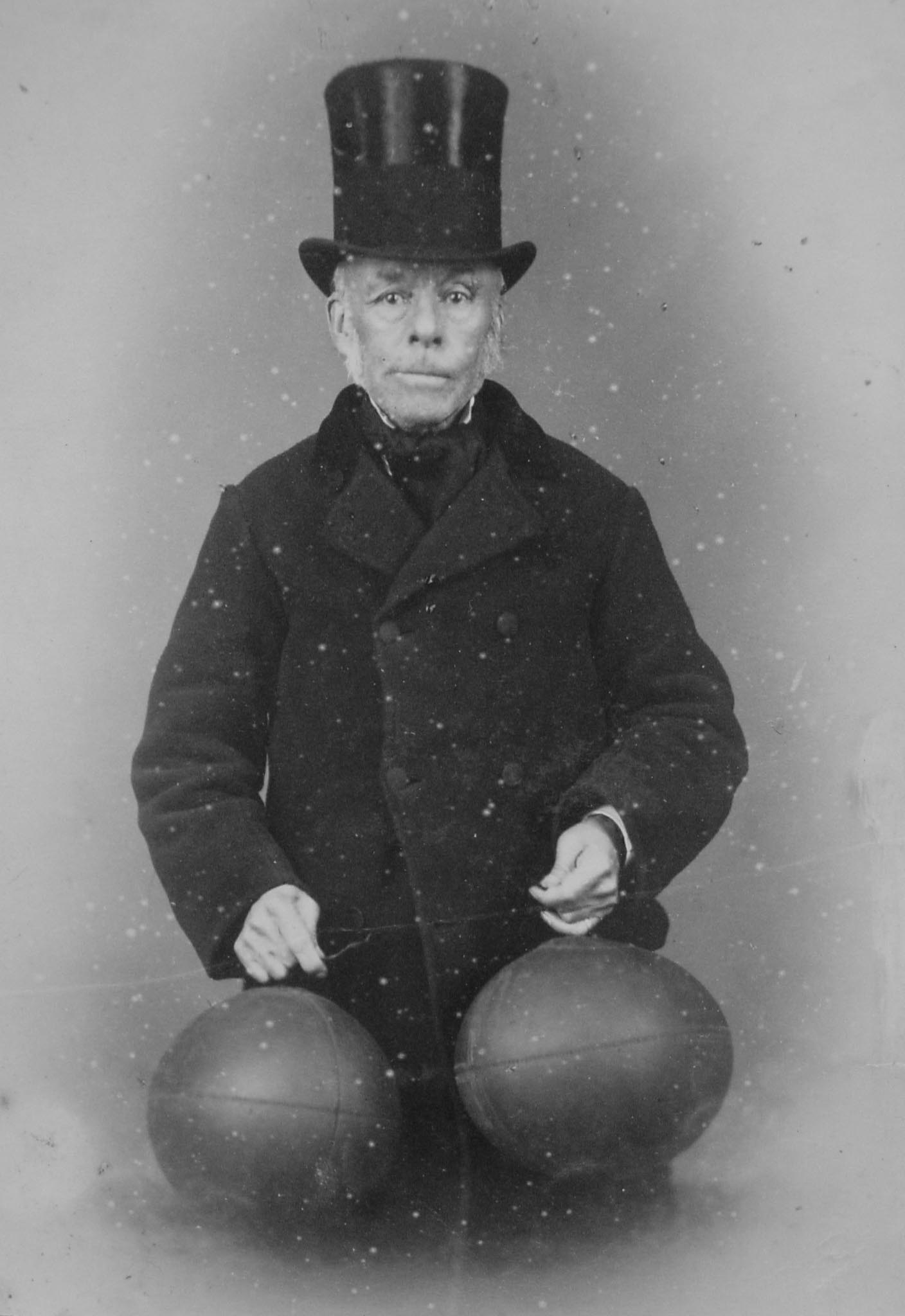
Ричард Линдон с мячами для регби, сделанными из свиного мочевого пузыря

Исторически сложилось, что свиной мочевой пузырь использовался в спорте — из него делали мячи и обтягивали кожей. В начале XIX века Уильям Гилберт начал делать мячи для регби. Через несколько десятилетий их начал делать Ричард Линдон. Мячи из мочевого пузыря использовались в средневековом футболе и игре сула.
В мочевых пузырях до изобретения тюбиков (1841) хранили масляную краску. Когда нужно было выдавить краску, в мочевом пузыре прокалывали дырку. После использования эту дырку заклеивали. Иногда краска проливалась, поэтому после изобретения тюбиков в мочевом пузыре никто не хранил краску. В старинной китайской опере мочевые пузыри свиньи используют в качестве маски.
Также мочевой пузырь свиньи используется в качестве оболочки для традиционных блюд, например колбасы вентричина и собрассада.